# Saint-Nicolas-d'Aliermont
Pour les articles homonymes, voir Saint-Nicolas.
Saint-Nicolas-d'Aliermont est une commune française située dans le département de la Seine-Maritime en région Normandie.

## Géographie

### Localisation
Le territoire de la commune est situé dans le Nord-Est du département de la Seine-Maritime. Il se trouve à l’ouest du plateau de l'Aliermont, entre les vallées de la Béthune et de l’Eaulne.
La commune est traditionnellement placée dans le Petit Caux, nom de la région littorale du pays de Caux située entre Dieppe et Le Tréport. Le pays de Bray normand commence à quelques kilomètres au sud.

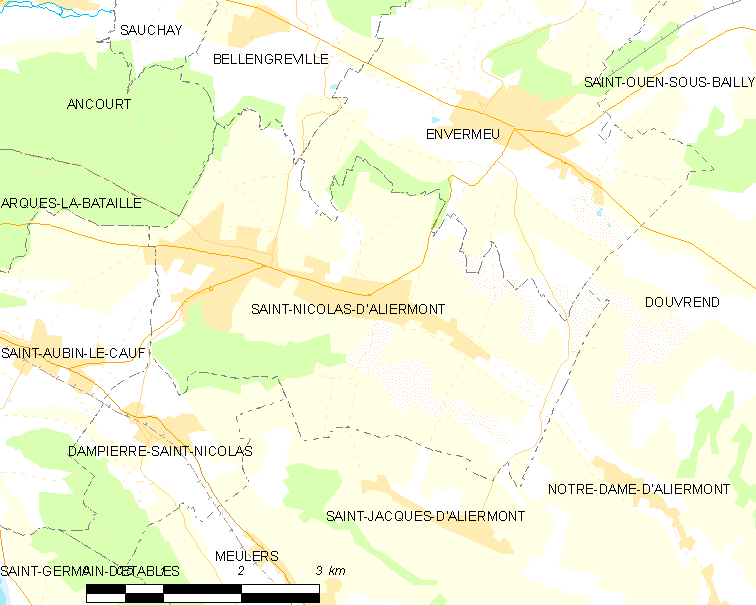
Carte de la commune.

### Hydrographie
La commune est située dans le bassin Seine-Normandie. Elle n'est drainée par aucun cours d'eau,.

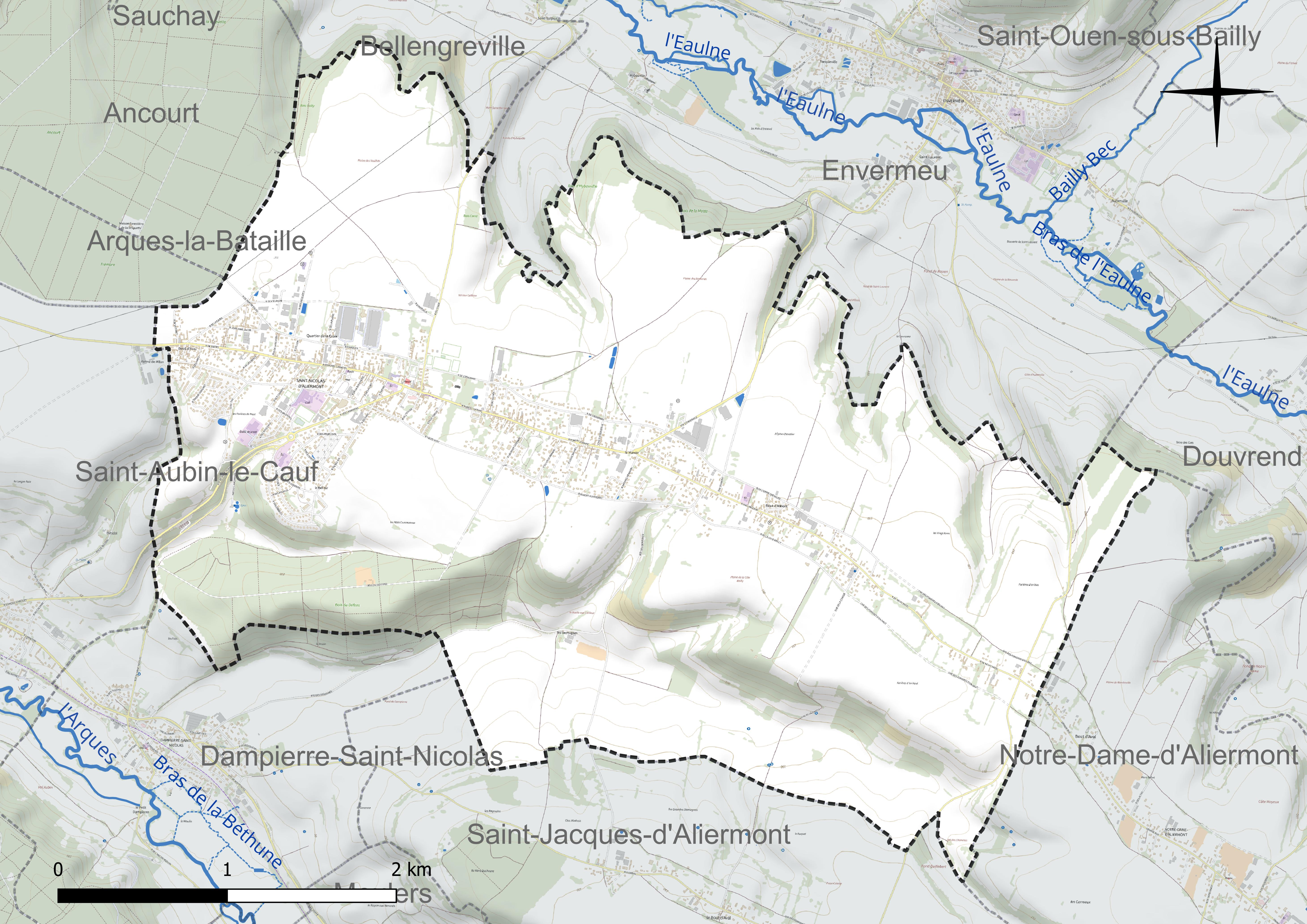
Réseau hydrographique de Saint-Nicolas-d'Aliermont.

### Climat
Pour des articles plus généraux, voir Climat de la Normandie et Climat de la Seine-Maritime.
En 2010, le climat de la commune est de type climat océanique altéré, selon une étude du CNRS s'appuyant sur une série de données couvrant la période 1971-2000. En 2020, Météo-France publie une typologie des climats de la France métropolitaine dans laquelle la commune est exposée à un climat océanique et est dans la région climatique Côtes de la Manche orientale, caractérisée par un faible ensoleillement (1 550 h/an) ; forte humidité de l’air (plus de 20 h/jour avec humidité relative > 80 % en hiver), vents forts fréquents. Parallèlement le GIEC normand, un groupe régional d’experts sur le climat, différencie quant à lui, dans une étude de 2020, trois grands types de climats pour la région Normandie, nuancés à une échelle plus fine par les facteurs géographiques locaux. La commune est, selon ce zonage, exposée à un « climat maritime », correspondant au Pays de Caux, frais, humide et pluvieux, légèrement plus frais que dans le Cotentin.
Pour la période 1971-2000, la température annuelle moyenne est de 10,2 °C, avec une amplitude thermique annuelle de 13,1 °C. Le cumul annuel moyen de précipitations est de 916 mm, avec 13,1 jours de précipitations en janvier et 8,8 jours en juillet. Pour la période 1991-2020, la température moyenne annuelle observée sur la station météorologique la plus proche, située sur la commune de Dieppe à 11 km à vol d'oiseau, est de 11,3 °C et le cumul annuel moyen de précipitations est de 805,2 mm,. Pour l'avenir, les paramètres climatiques de la commune estimés pour 2050 selon différents scénarios d'émission de gaz à effet de serre sont consultables sur un site dédié publié par Météo-France en novembre 2022.

## Urbanisme

### Typologie
Au 1er janvier 2024, Saint-Nicolas-d'Aliermont est catégorisée bourg rural, selon la nouvelle grille communale de densité à sept niveaux définie par l'Insee en 2022.
Elle appartient à l'unité urbaine de Saint-Nicolas-d'Aliermont, une agglomération intra-départementale regroupant quatre  communes, dont elle est ville-centre,,. Par ailleurs la commune fait partie de l'aire d'attraction de Dieppe, dont elle est une commune de la couronne,. Cette aire, qui regroupe 62 communes, est catégorisée dans les aires de 50 000 à moins de 200 000 habitants,.

### Occupation des sols
L'occupation des sols de la commune, telle qu'elle ressort de la base de données européenne d’occupation biophysique des sols Corine Land Cover (CLC), est marquée par l'importance des territoires agricoles (73,5 % en 2018), en diminution par rapport à 1990 (75,9 %). La répartition détaillée en 2018 est la suivante : 
terres arables (53,2 %), zones urbanisées (16 %), prairies (11,7 %), forêts (10,6 %), zones agricoles hétérogènes (8,5 %). L'évolution de l’occupation des sols de la commune et de ses infrastructures peut être observée sur les différentes représentations cartographiques du territoire : la carte de Cassini (XVIIIe siècle), la carte d'état-major (1820-1866) et les cartes ou photos aériennes de l'IGN pour la période actuelle (1950 à aujourd'hui).

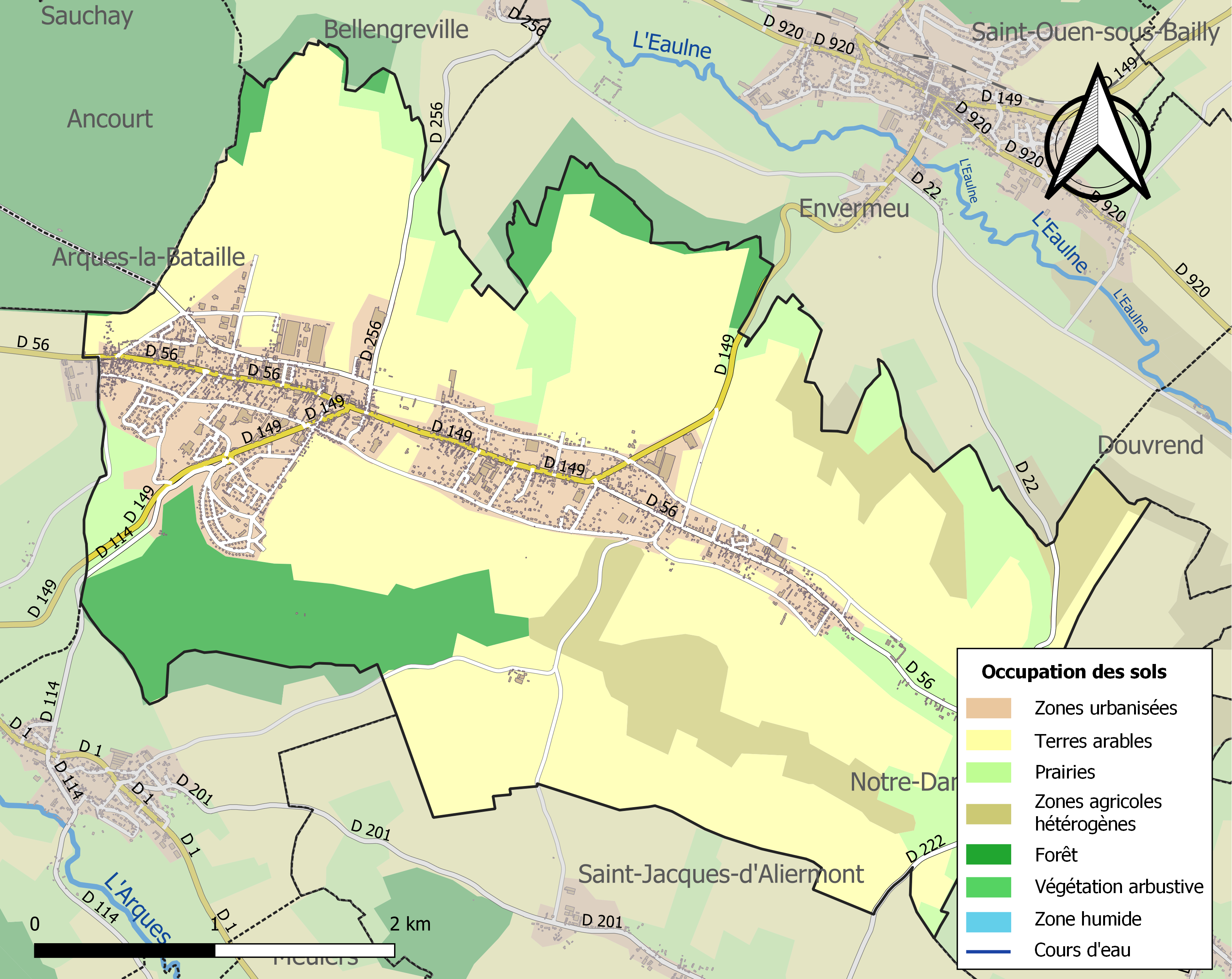
Carte des infrastructures et de l'occupation des sols de la commune en 2018 (CLC).

## Toponymie
Le nom de la localité est attesté sous les formes Sanctus Nicolaus de Alacrimonte et in ecclesia Sancti Nicolai de Alacrimonte en 1337, Paroisse de Saint Nicolas d'Alihermont en 1425 et 1426, Saint Nicolas d'Aliermont en 1715.
L'abbé Jean-Eugène Decorde propose plusieurs origines du nom Aliermont qu'on retrouve orthographié Haliermont ou Alhiermont dans des textes médiévaux. Il pourrait venir du gaulois Al-ker-mont, habitation de la montagne, ou du latin Alacris Mons, « mont d’Alacre ou d’Alègre ». L’étymologie Halieromonte, mont d’Hélier existe dès la fin du XIe siècle. Hélier est un moine envoyé à Jersey au VIe siècle qui aurait traversé la région à la recherche de saint Maclou.

## Histoire

### Moyen Âge
Le 18 octobre 1197 à la suite du traité des Andelys signé entre Gautier de Coutances, archevêque de Rouen et Richard Cœur de Lion, duc de Normandie et roi d'Angleterre, le bois d’Aliermont, entre autres possessions, devient la propriété de l'archevêché de Rouen.
Les archevêques lancent alors le défrichement de la forêt et exploitent le territoire. La paroisse de Saint-Nicolas est créée entre 1208 et 1222 et l'église est édifiée à partir de 1249. Le manoir des archevêques est construit entre 1197 et 1248, il nous est essentiellement connu par les témoignages de l’archevêque Eudes Rigaud qui laisse de nombreuses archives sur ses multiples séjours dans la ville.
L'agriculture se développe et la forêt d'Arques-la-Bataille fournit le combustible indispensable pour le développement d'activités liées au travail du métal. Les registres paroissiaux mentionnent la présence d'étameurs dès 1550, puis de fondeurs et mouleurs de cuivre et de laiton et, au XVIIIe siècle, de serruriers, taillandiers et chaudronniers.

### Époque moderne

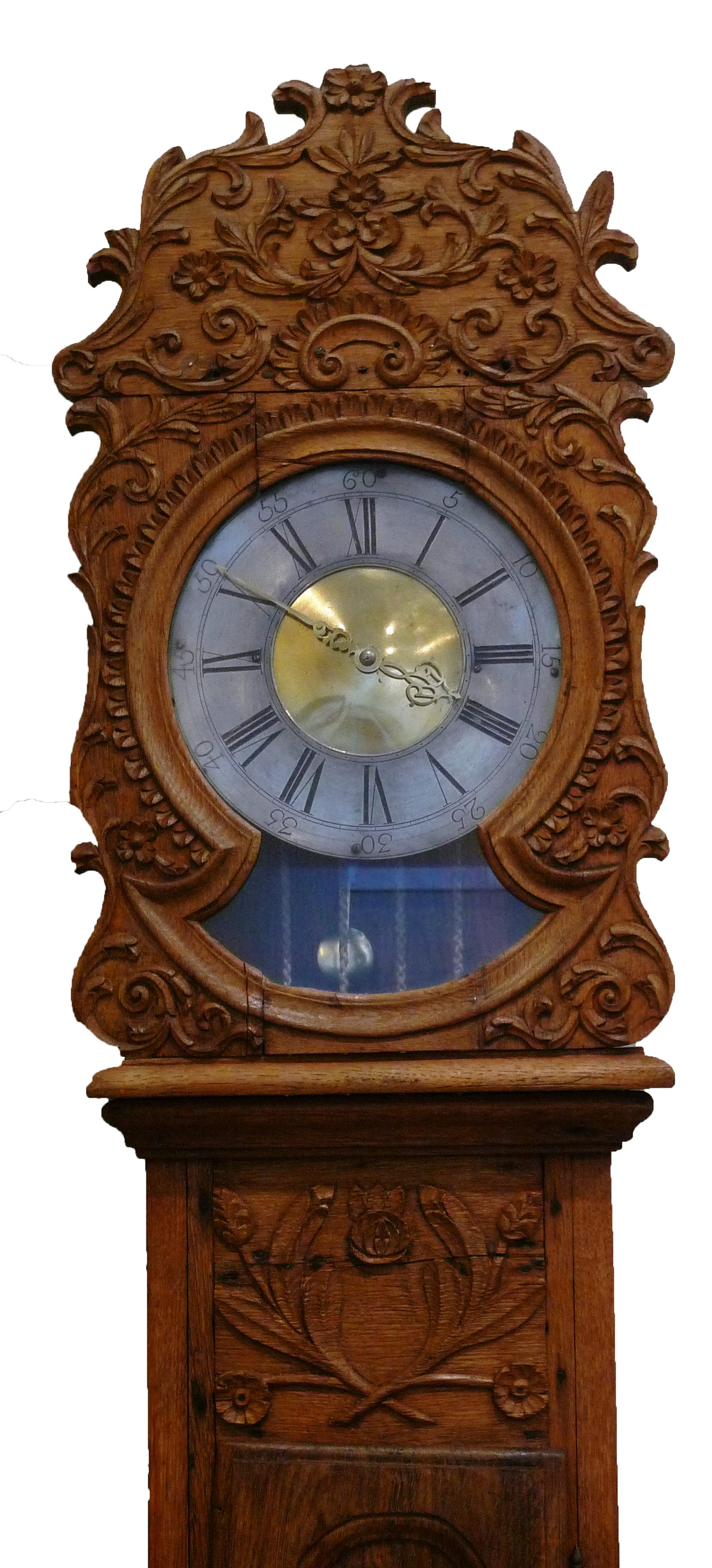
Horloge Saint-Nicolas.

Attiré par ce savoir-faire particulier, le premier horloger, Charles-Antoine Croutte s'installe à Saint-Nicolas en 1725 et forme de nombreux artisans.
En 1789, une vingtaine d'ateliers d'horlogers sont installés dans la ville, ils fabriquent les mécanismes pour les horloges de Saint-Nicolas. Dès 1807, grâce à l'horloger Honoré Pons, la ville s'industrialise et se spécialise dans la fabrication d'ébauches de mécanismes de pendules de cheminée. De nombreuses manufactures sont alors créées parmi lesquelles les fabricants de chronomètres de marine Aimé Jacob, Victor Gannery ou Onésime Dumas, le fabricant de pendulettes Armand Couaillet ou les horlogers Villon, Duverdrey et Bloquel, futurs fondateurs des Réveils Bayard.
Le 21 août 1824, la duchesse de Berry vient visiter les établissements d'horlogerie.

### XXesiècle
La Première Guerre mondiale est un tournant majeur dans l'histoire industrielle de la ville. En effet, l’industrie horlogère devient stratégique en temps de guerre car, grâce à son outillage, elle peut facilement se convertir à la mécanique de précision adaptée à l’armement. Des fusées d'obus, munitions et appareils de communication (télégraphes) sont produits en nombre à Saint-Nicolas-d'Aliermont entre 1914 et 1918.
La guerre terminée, les usines horlogères continuent leur diversification et les industriels de Saint-Nicolas-d'Aliermont se spécialisent dans la mécanique (téléphone, machine à écrire), la micro-mécanique de précision, le décolletage et le découpage.
Cette activité particulière marque encore l'architecture de la commune : usines, cités-ouvrières (dont un prototype mis au point par Le Corbusier), maisons patronales, etc.

## Politique et administration

### Tendances politiques et résultats
Lors du premier tour des élections municipales de 2020 dans la Seine-Maritime, la liste menée par la maire sortante Blandine Lefebvre remporte l'élection avec 854 voix, face à la liste  menée par Thierry Couaillet (709 voix)

### Liste des maires
| Période                                  | Période                    | Identité           | Étiquette                | Qualité |
| ---------------------------------------- | -------------------------- | ------------------ | ------------------------ | --- |
| Les données manquantes sont à compléter. |                            |                    |                          | |
| 1848                                     |                            | Jacob aîné         |                          | |
| 1945                                     | décembre 1959              | Jacques de Thévray | DVD                      | Conseiller général d'Envermeu (1958 → 1959) Décédé en fonction |
| décembre 1959                            | mars 1989                  | Paul Caron         | DVD puis CD puis UDF-CDS | Industriel Sénateur de la Seine-Maritime (1973 → 1977 puis 1986 → 1995) Conseiller général d'Envermeu (1960 → 2001) Conseiller régional                                                                                    |
| mars 1989                                | juin 1995                  | Henri Ayache       | PS                       | Enseignant |
| juin 1995                                | mars 2001                  | Jean Leconte       |                          | PDG de la société Soddim |
| mars 2001                                | En cours (au 10 août 2020) | Blandine Lefebvre  | UDF puis NC-UDI          | Cadre territoriale Conseillère régionale de Haute-Normandie (2004 → 2015) Conseillère départementale de Dieppe-2 (2015 → 2021) 1re vice-présidente du conseil départemental (2015 → 2021) Réélue pour le mandat 2020-2026, |

## Population et société

### Démographie
L'évolution du nombre d'habitants est connue à travers les recensements de la population effectués dans la commune depuis 1793. Pour les communes de moins de 10 000 habitants, une enquête de recensement portant sur toute la population est réalisée tous les cinq ans, les populations de référence des années intermédiaires étant quant à elles estimées par interpolation ou extrapolation. Pour la commune, le premier recensement exhaustif entrant dans le cadre du nouveau dispositif a été réalisé en 2008.

En 2022, la commune comptait 3 707 habitants, en évolution de +0,35 % par rapport à 2016 (Seine-Maritime : +0,35 %, France hors Mayotte : +2,11 %).
| 1793  | 1800  | 1806  | 1821  | 1831  | 1836  | 1841  | 1846  | 1851  |
| ----- | ----- | ----- | ----- | ----- | ----- | ----- | ----- | ----- |
| 1 404 | 1 341 | 1 564 | 1 637 | 1 795 | 1 893 | 1 956 | 1 946 | 1 961 |

| 1856  | 1861  | 1866  | 1872  | 1876  | 1881  | 1886  | 1891  | 1896  |
| ----- | ----- | ----- | ----- | ----- | ----- | ----- | ----- | ----- |
| 1 957 | 1 950 | 2 075 | 2 169 | 2 315 | 2 340 | 2 292 | 2 363 | 2 208 |

| 1901  | 1906  | 1911  | 1921  | 1926  | 1931  | 1936  | 1946  | 1954  |
| ----- | ----- | ----- | ----- | ----- | ----- | ----- | ----- | ----- |
| 2 274 | 2 376 | 2 475 | 2 505 | 2 323 | 2 373 | 2 275 | 2 366 | 2 512 |

| 1962  | 1968  | 1975  | 1982  | 1990  | 1999  | 2006  | 2008  | 2013  |
| ----- | ----- | ----- | ----- | ----- | ----- | ----- | ----- | ----- |
| 2 635 | 3 216 | 3 614 | 3 964 | 4 055 | 3 862 | 3 736 | 3 699 | 3 616 |

| 2018  | 2022  | - | - | - | - | - | - | - |
| ----- | ----- | - | - | - | - | - | - | - |
| 3 715 | 3 707 | - | - | - | - | - | - | - |

### Sports
Le club de handball de la ville, le CEP Saint-Nicolas-d'Aliermont a été champion de France de Nationale II féminine en 1980; les handballeuses ont évolué pendant trois saisons en championnat de France avant d'être reléguées en 1983.

## Culture locale et patrimoine

### Lieux et monuments

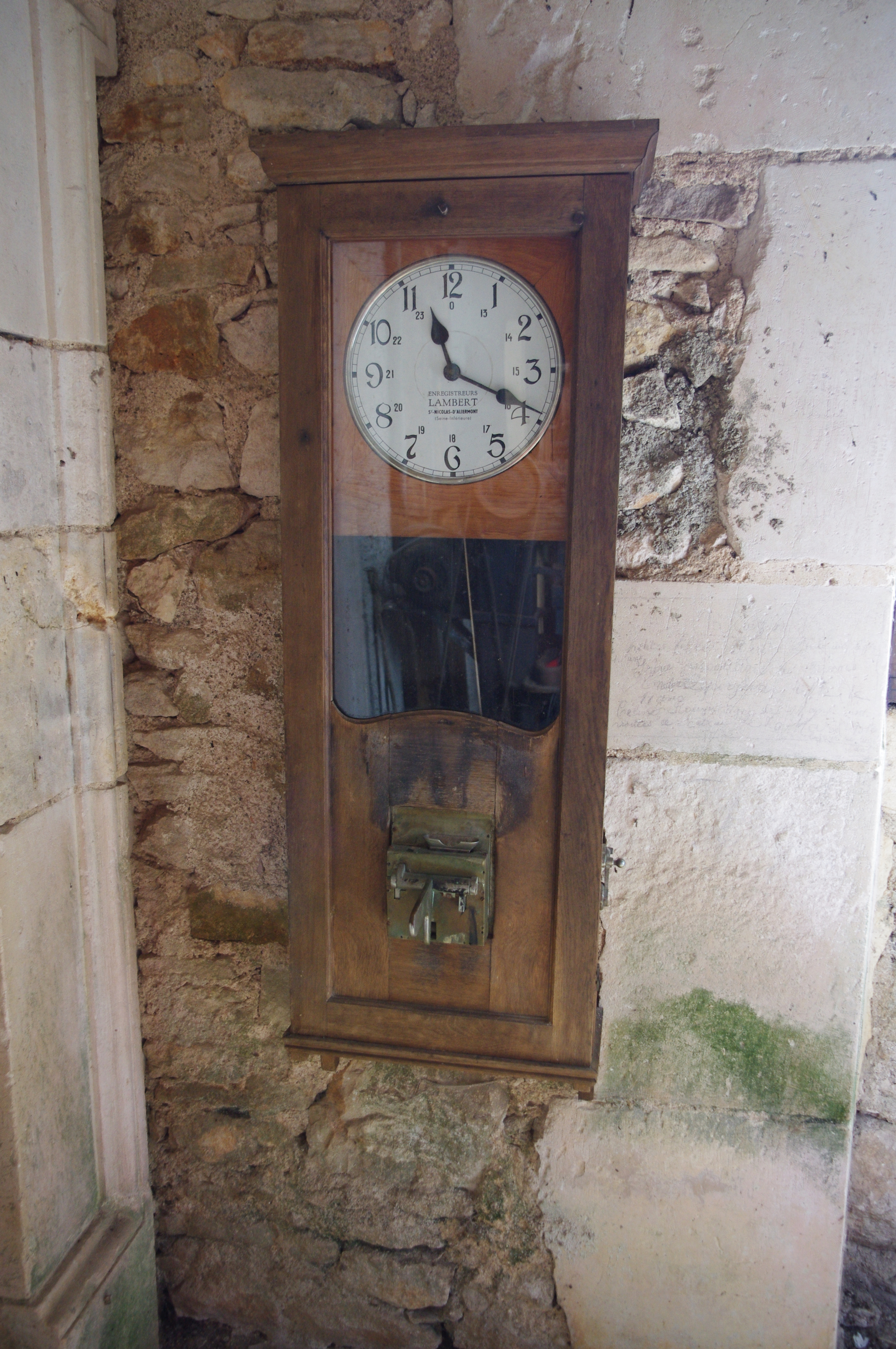
Ancienne pointeuse fabriquée à Saint-Nicolas-d'Aliermont (début XXe siècle).

- Musée de l'horlogerie. Le musée installé depuis 2007 en centre-ville dans une ancienne ferme normande est labellisé Musée de France. Il retrace l'histoire horlogère et industrielle de la ville à travers une collection d'horloges, pendules, réveils, chronomètres, archives et photographies.
- Huit maisons pour employés ou ouvriers (1917) pour la « cité ouvrière de Vaucanson »[30]. Georges Thurin architecte.
- La maison prototype (un projet de cité-ouvrière) construite par Le Corbusier. En juin 1917, Le Corbusier signe un contrat avec Robert Duverdrey, dirigeant de la Société des Réveils Bayard, pour la construction d'une cité ouvrière de 25 logements de trois types différents (A, B et C) rue Raphaël-Hennion[31]. À titre expérimental, une maison jumelle de type C est construite en 1918 mais, à la suite de problèmes d'approvisionnement et de désaccord entre les deux parties, le projet est définitivement abandonné en 1919[32]. Le projet de Saint-Nicolas-d’Aliermont est une étape importante dans les recherches menées par Le Corbusier autour des cités-ouvrières et des cités-jardins dont il se servira pour réaliser les groupements de logements sociaux de Lège et de Pessac[33].
- Église Saint-Nicolas. Construite au XIIIe siècle, elle a été beaucoup modifiée au fil du temps. La nef, de style ogival, a probablement été couverte d'une voûte en pierre mais est dorénavant surmontée d'un berceau en bois (réalisé en 1901). Le clocher et le porche nord sont de style roman. Le calvaire date de 1525. Le chœur a été construit au XIIIe siècle (fenêtres à lancettes) mais la voûte a été refaite au XVIe siècle[34]. Quatorze inscriptions funéraires (obit) sont insérées dans les murs de la nef, elles sont inscrites depuis 1913 au titre des monuments historiques[35].
- Médiathèque en réseau. Depuis 2017, la bibliothèque « Voyage en Pages » fait partie des médiathèques en réseau des Falaises du Talou, regroupant Saint-Nicolas-d'Aliermont, Envermeu et deux bibliothèques de Petit-Caux, Saint-Martin-en-Campagne et Biville-sur-mer[36].
- Monument aux morts (1921).

### Personnalités liées à la commune
- Honoré Pons (1773-1851), industriel et horloger, qui, au XIXe siècle, a industrialisé la fabrication de mouvements de pendules. Ceux-ci étaient ébauchés (les « blanc-roulants »), puis vendus à Paris. D'où leur appellation de mouvements de Paris.
- Albert Villon (1847-1926), fabricant d'horlogerie, un des fondateurs des Réveils Bayard.
- Jean-Jacques Avenel (1948-2014), contrebassiste français de jazz, originaire du bourg.
- Emmanuel Petit (né en 1970), footballeur professionnel, originaire du bourg[37].
- Sylvie Plaisant (née en 1972), pongiste, championne de France 1995 et 1997[38], originaire du bourg.

### Héraldique
|  | Les armes de la commune de Saint-Nicolas-d'Aliermont se blasonnent ainsi : De gueules, à la crosse d’argent, accostée à dextre d’un sablier d’or et à senestre d’une roue dentée du même. |

## Pour approfondir